# Emma Roberts
Emma Rose Roberts, ameriška filmska in televizijska igralka, pevka, modna oblikovalka ter kitaristka, * 10. februar 1991, Rhineback, New York, Združene države Amerike.
Je hči igralca Erica Robertsa in nečakinja igralk Lise Roberts Gillan, ter Julie Roberts.
Emma Roberts je zaslovela z glavno vlogo, vlogo Addie Singer, v televizijski seriji Unfabulous. S to vlogo je tudi pritegnila medijsko pozornost. Septembra 2005 je izdala svoj prvi glasbeni album, ki je med drugim vseboval tudi soundtracke iz prej omenjene televizijske serije, naslovila pa ga je kot Unfabulous and More. Tako je začela s svojo samostojno glasbeno kariero, kasneje pa je izdala še dva soundtracka za filma Ledena princesa in Aquamarine (v katerem je imela tudi sama eno izmed glavnih vlog). Nato se je odločila, da se bo raje osredotočila na svojo igralsko kariero in zaigrala glavni lik, Nancy Drew v filmu Nancy Drew (2007) ter glas posodila Wilmi v animiranem filmu Jelenček Niko.
V letih 2008 in 2009 je Emma Roberts igrala v mnogih filmih za najstnike, eden izmed prvih pa je bil film Divjakinja, temu pa sta sledila filma Memoirs of a Teenage Amnesiac in Lymelife. Leta 2009 je igrala v družinskem filmu Hotel za pse poleg Jaka T. Austina, ter v filmu The Winning Season, leta 2010 pa je igrala eno izmed glavnih vlog v filmu Valentinovo.

## Zgodnje življenje
Emma Rose Roberts je bila rojena v Rhinebecku, New York, Združene države Amerike kot hči Erica Robertsa (ki se je rodil v Biloxiju, Mississippi in odraščal v Atlanti, Georgia) in njegovega takratnega dekleta, Kelly Chunningam. Njena mačeha, Eliza Roberts, ima iz prejšnjega zakona sina in hčerko, ki jima je ime Morgan Simons in Keaton Simons, oba pa sta se že preizkusila v igralskem poslu. Ima tudi mlajšo polsestro po mamini strani, Grace Nickels, ki se je rodila v januarju leta 2001. Sama pravi, da si je z mamo in očimom veliko bližje, kot z očetom in mačeho.

### Izobrazba
Emma Roberts se je šolala na dekliški šoli Archer School v Brentwoodu, Kalifornija, njena sošolka pa je med drugim bila tudi pevka Caleigh Peters, s katero je skupaj posnela soundtracke za film Ledena princesa. Na to šolo je hodila med letoma 2004 in 2005, v sedmem in osmem razredu. V intervjuju leta 2007 je dejala: "Oh, ja, potrebovala sem inštrukcije in imeli smo tri ure šole vsak dan. Tako sem hitro dohitela svoje delo, danes pa, ko se ne šolam več, v tem času počnem kaj drugega." Povedala je še, da se zanima za dva kolidža, za kolidž Sarah Lawrence College in kolidž New York University, oba pa sta v New Yorku.

## Igralska kariera

### Zgodnja kariera
V otroštvu je Emma veliko časa porabila za gledanje snemanj filmov, v katerih je igrala njena teta Julia Roberts. Te izkušnje so v njej pri petih letih vzbudile željo, da gre po stopinjah tete in očeta v filmsko industrijo. Čeprav je njena mama želela, da bi imela čim bolj normalno otroštvo, je Emma leta 2001 zaigrala v drami Teda Demmeja z naslovom Blow. To je bil njen prvi film. Igrala je Kristino Jung, hči tihotapca kokaina in drugih mamil, Georga Junga, ki ga je v filmu upodobil Johnny Depp. Ker film ni primeren za mladostnike, si ga je Robertsova lahko ogledala šele pri osemnajstih letih, vendar je Demme izdelal trak s prizori, v katerih je igrala le ona. Leta 2001 je Emma Roberts igrala tudi v desetminutnem kratkem filmu "bigLove" (v katerem se je pojavil tudi njen bodoči očim, Kelly Nickels) in imela manj pomembno vlogo v filmu Ameriška ljubljenca, v katerem je igrala tudi njena teta, Julia Roberts.
Pojavila se je v dveh družinskih filmih in sicer leta 2002 v filmu Grand Champion, kjer je igrala sestro glavnega junaka, Buddyja (Jacob Fisher) in leta 2003 v filmu Čisto posebni vohun, v katerem je igrala ugrabljeno hčerko skrivnega agenta Mikea Mugginsa (Chris Potter), ki se jo trudi rešiti s pomočjo vohunske opice. Grand Champion je izšel v avgustu 2004, medtem ko se je film Čisto posebni vohun prvič vrtel šele v februarju 2006 v Kanadi, čemur je sledil tudi izid DVDja aprila istega leta.

### 2003–2005:Unfabulous
Leta 2003 je bilo načrtovano, da bo Emma Roberts igrala glavni lik, Daisy Winters v neodvisnem filmu Daisy Winters poleg Rachel Weisz. To bi bil njen prvi film, v katerem je imela glavno vlogo. Kakorkoli že, filma, zaradi finančnih težav nikoli niso začeli snemati. Leta 2004 je v starosti trinajst let postala idol mnogih najstnikov, saj je dobila glavno vlogo, vlogo Addie Singer, v Nickelodeonovi televizijski seriji Unfabulous, ki se je na Nickelodeonu prvič predvajala v septembru 2004. Nickelodeon jo je že od začetka želel v tej vlogi, serija pa je Emmi Roberts prinesla njeno prvo nominacijo za nagrado Teen Choice Award in nominacijo za nagrado Young Artist Award nominations. S televizijsko serijo Unfabulous je posnela tri sezone oziroma dvainštirideset epizod; tretja sezona se je končala 16. decembra 2007.
Serija se je osredotočila na Addie Singer (Emma Roberts), šolarko iz sedmega razreda, katere življenje ni prav nič čudovito. O svojem življenju piše pesmi, v oporo pa sta ji tudi njena prijatelja, Geena Fabiono (Malese Jow) in Zack (Jordan Calloway). Posneli so tudi več različic televizijske serije v obliki televizijskega filma, kot je na primer The Perfect Moment, ki je izšel na kanalu  Nickelodeon 6. oktobra 2006. V televizijskem filmu Addie poskuša povedati Jakeu, kaj čuti do njega in zato skupaj z Geeno in Zackom potuje v neko kitajsko mesto na poroko, katere gost je tudi Jake. Drugi televizijski film je premiero doživel 16. decembra 2007 in mu je naslov The Best Trip Ever. V njem se zgodba vrti okoli Addiejinih priprav na ples in o tem, da Addie skuša Geeni in Zacku preprečiti, da bi postala par, medtem ko ju njen fant Jake v to skuša prepričati, saj meni, da bi se štirje prijatelji tako še bolje razumeli.
Leta 2004 je Emma Roberts igrala še v eni popularni Nickelodeonovi televizijski seriji, Drake in Josh, natančneje v epizodi "Honor Council", v kateri je igrala sodnico Addie, ki skuša Draku dokazati krivdo; Drake naj bi namreč uničil avto svoje učiteljice. Za kazen ga nameravajo izključiti iz vseh obšolskih dejavnosti. Zaradi svojega lika v televizijski seriji Unfabulous se je Emma Roberts naučila igrati na kitaro in pisati pesmi, kmalu pa je prek Nickelodeona začela s svojo glasbeno kariero in tako sledila igralkam/pop pevkam, kot sta Hilary Duff in Lindsay Lohan.

### 2006–2008:AquamarineinNancy Drew
Leta 2006 je Emma Roberts poleg igralke Sare Paxton in pevke JoJo igrala v filmu Aquamarine. Za film je leta 2007 dobila nagrado Young Artist Award v kategoriji za "najboljšo stransko mlado igralko v filmu". Film je zasedel peto mesto med najbolje plačanimi filmi, saj je že v prvem tednu od izida zaslužil kar 8 milijonov ameriških dolarjev. Po filmu Aquamarine je Emma Roberts dobila vloge v filmih Camp Couture (ki ga je producirala njena mama, Kelly Cunningham) in Bras and Broomsticks (ki je temeljil na istoimenskem romanu Sarah Mlynowski), vendar nobeden izmed filmov ni izšel, saj so imeli težave s produkcijo. Zgodaj leta 2006 je Emma Roberts prenehala s snemanjem filma Nancy Drew, v katerem je imela glavno vlogo, vlogo Nancy Drew. Film je izšel 15. junija 2007 in v že prvem tednu zaslužil 7 milijonov dolarjev, vendar je kljub temu dobil več kritik kot pohval.
15. maja 2006 je skupaj s pop pevcem Teddyjem Geigerjem igrala v MTVjevi televizijski seriji Punk'd. Decembra 2007 je pričela s snemanjem filma Hotel za pse. Leta 2008 je Emma Roberts glas posodila Wilmi v angleški verziji sicer finskega animiranega družinskega filma z naslovom Jelenček Niko. V njem je igrala poleg komedijanta Norma Macdonalda. Film je izšel naravnost na DVD. O svoji vlogi v tem filmu je Robertsova dejala: "To je animirani film, kar je pravzaprav zelo dobro, glede na to, da sama še nisem delala v takšnem filmu. Pri tem delu sem bila samo jaz in brala sem sama s sabo, kar je pravzaprav smešno, saj sem kot igralka vajena delati z ljudmi. Glas sem posodila majhni, beli dihurki po imenu Wilma. Je smešna in jelenček Niko jo spozna med iskanjem očeta: prepričan je namreč, da je njegov oče eden izmed Božičkovih jelenov. Film je zelo zabaven in v njem sem med drugim morala tudi peti."

### 2009–danes:Hotel za pseinLymelife
Leta 2009 je Emma Roberts poleg Jaka T. Austina igrala v filmu Hotel za pse, ki je temeljil na istoimenskem romanu Lois Duncan. Film je premiero doživel 15. januarja 2009 in kasneje zasedel peto mesto najbolje prodajanih filmov, saj je samo v prvem tednu predvajanja zaslužil že 17 milijonov dolarjev. Do danes je zaslužil več kot 114 milijonov dolarjev in v glavnem prejemal mešane kritike. Imela je tudi glavno vlogo v filmu Divjakinja, kjer je igrala razvajeno najstnico Malibuja, Kalifornija, ki jo je njen oče poslal v internat v Angliji. Produkcija filma se je končala pozno leta 2007, film pa je v Združenih državah Amerike izšel 9. maja 2009, v Združenem kraljestvu pa 15. avgusta 2009. Svoj lik je Robertsova opisala kot "bolj ali manj povprečno razvajeno najstnico iz Malibujske družbe, ki jo spametuje britanski internat". O filmu je, še preden je izšel, povedala: "Govori o tipični Malibujski najstniški princesi, ki se ne razume s svojim očetom, saj se ne obnaša preveč lepo, zaradi česar pa jo oče pošlje v internat v Angliji. Je zelo ljubek film in zelo se že veselim, ker bom celo poletje snemala v Londonu!" Emma Roberts je igrala tudi v neodvisnem filmu Lymelife poleg Aleca Baldwina, ki je premiero doživel na filmskem festivalu Toronto International Film Festival leta 2008. O tem filmu je Emma Roberts dejala, da je "kot mešanica med filmoma Lepota po ameriško in The Ice Storm", ter da ga je začela snemati, ker je želela dokazati, da ni samo "nečakinja Julie Roberts", temveč da je tudi sama igralka.
Svoj lik je opisala z besedami: "Adrianna je zares tipično dekle. Mislim, da vsi vedo, da je Adrianna odraščujoče dekle in sama bi se z njo lahko primerjala že samo zato, ker sva iste starosti, torej petnajst, šestnajst let in v tistem času si zares uničen, saj ne veš, ali bi rad postal starejši, da bi dobil več vlog, ali pa bo bil tvoj lik lahko zaradi tvoje starosti tako privlačen kot prisrčen. Vsekakor bi lahko na zgodbo gledala z njenega vidika." Na vprašanje, zakaj si je izbrala to vlogo, je odgovorila: "Pravkar sem končala film Hotel za pse in želela sem igrati v nečem popolnoma drugačnem. Scenarij [za film Lymelife] je do mene prišel po naključju, torej sem ga prebrala in zares mi je bil všeč. Spoznala sem Dericka in tudi on mi je bil zelo, zelo všeč. Večina igralske ekipe je bilo že izbrane in menila sem, da so vsi super. To je bilo nekaj, česar del sem želela postati tudi sama; in ko želim postati del nečesa, naredim vse, kar želijo od mene!" O filmu je povedala tudi: "Naravnost obožujem gradivo in obožujem svoje sodelavce. Želela sem si postati del tega. Zdaj sem stara osemnajst let in menim, da je čas, da naredim nekaj bolj zrelega." V intervjuju z revijo Vanity Fair je Emma Roberts rekla: "Zelo rada bi še kdaj igrala vlogo, podobno moji vlogi v filmu Lymelife. Rada bi snemala trilerje in rada bi imela vlogo kot je vloga Kate Hudson v filmu Skoraj popularni, ker je to moj najljubši film. Želim poskušati nove stvari. Rada bi nenehno presenečala ljudi z novimi, drugačnimi vlogami."
Leta 2010 je Emma Roberts dobila vlogo Grace v filmu Valentinovo poleg igralcev, kot so Ashton Kutcher, Jessica Alba, Anne Hathaway, Bradley Cooper, Jennifer Garner, Patrick Dempsey in njena teta Julia Roberts. Posnela bo tudi nadaljevanje filma Nancy Drew, ki ga bo režiral Andrew Fleming, v njem pa se bodo pojavili vsi iz prejšnjega dela, Robertsova pa bo ponovno igrala Nancy Drew. Igrala bo tudi glavno vlogo v filmu Jamesa C. Strousea v srednješolski športni komediji z naslovom The Winning Season poleg Sama Rockwella in Roba Corddryja, ki je izšla leta 2009 na filmskem festivalu Sundance Film Festival. Večina delov iz filma The Winning Season je bilo posnetih v New Yorku, film sam pa se je osredotočil na košarkaško dekliško moštvo neke srednje šole. Emma Roberts je v filmu zaigrala Abby, članico moštva. Kot Molly bo Emma Roberts poleg Chacea Crawforda in 50 Cent zaigrala v filmu Twelve. Produkcija in snemanje filma sta se začela že 20. aprila 2009, film sam pa bo izšel leta 2010. Igrala bo tudi najstnico Alice Leeds v filmski upodobitvi romana Memoirs of a Teenage Amnesiac. Istoimenska knjiga govori o srednješolki Naomi, ki se po udarcu v glavo ne more spomniti ničesar, kar se je zgodilo za šestim razredom. Po podatkih na spletni strani BloodyDisgusting.com bo Emma Roberts igrala v grozljivki z naslovom Grimm. V filmu se družina Quinn preseli v Marburg, Massachusetts, mesto, za katerega se na koncu izkaže, da je narejen po domišljiji bratov Grimm. Igrala bo tudi v filmu Homework.

## Zasebno življenje
Za svojo vzornico je Emma Roberts označila igralko Anne Hathaway, s katero je sodelovala pri filmu Valentinovo, za svojega najljubšega igralca pa Ruperta Grinta. Dejala je: "Moja najdragocenejša stvar je podpisana slika Ruperta Grinta, ki je imel vlogo Rona Weasleyja v filmih o Harryju Potterju." Emma Roberts je povedala tudi, da je velika oboževalka Gwyneth Paltrow. "Doma imam vse filme Gwyneth Paltrow. Sem njena velika oboževalka. Trenutno je zame nekakšen idol. Rada imam tudi Kirsten Dunst. Posnela je veliko dobrih najstniških filmov, hkrati pa je imela tudi nekaj resnih vlog. Rada imam njen stil in mislim, da je zelo zanimiva." Zelo blizu si je s sodelavko iz filma Aquamarine, JoJo ter Nickelodeonovima zvezdnikoma Devonom Werkheiserjem in Jamie-Lynn Spears. Ene izmed njenih najljubših knjig so knjiga Onkraj pisateljice Gabrielle Zevin, serija knjig o Harryju Potterju, A Great and Terrible Beauty Libbe Bray, in Dress Your Family in Corduroy and Denim Davida Sedarisa. Uživa tudi v knjigah Chucka Palahniuka, kot je na primer Invisible Monsters, za svojo najljubšo knjigo pa je označila knjigo The Perks of Being a Wallflower Stephena Chboskyja. Večkrat se je pojavila na seznamu najbolje oblečenih oseb po mnenju revije Teen Vogue Arhivirano 2011-02-26 at Archive-It, med drugim tudi junija 2007, septembra 2008, decembra 2008, februarja 2009 in marca 2009. Pravi, da so njeni najljubši filmi Juno in Naša mala miss.
Nekaj časa je hodila z igralcem Alexom Pettyferjem, vendar sta si, kljub temu, da se zveza ni obnesla, še danes zelo blizu. Pettyfer si je dal na zapestje vtetovirati njene začetnice.

## Zaznamki
Februarja 2009 so jo imenovali za ambasadorko Neutrogena; sodelovala bo pri reklamah za podjetje in se pojavljala v printu.

## Filmografija

### Filmi
| Leto      | Naslov                           | Vloga               | Opombe         |      |
| --------- | -------------------------------- | ------------------- | -------------- | ---- |
| 2001      | Blow                             | Mlada Kristina Jung |                |      |
| 2006      | Čisto posebni vohun              | Amelia Muggins      | Glavna vloga   |      |
| 2006      | Aquamarine                       | Claire              | Glavna vloga   |      |
| 2007      | Nancy Drew                       | Nancy Drew          | Glavna vloga   |      |
| 2008      | Jelenček Niko                    | Wilma               | Glasovna vloga |      |
| 2008      | Divjakinja                       | Poppy Moore         | Glavna vloga   |      |
| 2009      | Hotel za pse                     | Andi                | Glavna vloga   |      |
| 2009      | Lymelife                         | Adrianna Bragg      | Glavna vloga   |      |
| 2010      | Valentinovo                      | Grace Smart         | Stranska vloga |      |
| 2010      | 4.3.2.1 ... The Countdown Begins | Joanne              | Glavna vloga   |      |
| 2010/2011 | Nancy Drew 2                     | Nancy Drew          | Glavna vloga   | 2011 |
| Homework  |                                  |                     |                | 2011 |

### Televizija
| Leto      | Naslov        | Vloga        | Opombe                  |
| --------- | ------------- | ------------ | ----------------------- |
| 2004      | Drake in Josh | Addie        | "Honor Council"         |
| 2004–2007 | Unfabulous    | Addie Singer | Glavna vloga, 42 epizod |

## Diskografija

### Albumi
- 2005: Unfabulous and More

### Soundtracki
- 2005: Unfabulous and More
- 2005: Ledena Princesa
- 2006: Aquamarine

## Nagrade in nominacije
| Leto | Rezultat   | Nagrada             | Kategorija                                                                         | Delo       |
| ---- | ---------- | ------------------- | ---------------------------------------------------------------------------------- | ---------- |
| 2005 | Nominirana | Teen Choice Award   | Najboljši preboj - ženska                                                          | Unfabulous |
| 2005 | Nominirana | Young Artist Award  | Najboljši nastop v televizijski seriji (komedija ali drama) - glavna vloga igralke | Unfabulous |
| 2005 | Nominirana | Young Artist Award  | Izstopajoč nastop mlade igralke v televizijski seriji                              | Unfabulous |
| 2006 | Nominirana | Young Artist Award  | Najboljša mlada igralska ekipa v televizijski seriji (komedija ali drama)          | Unfabulous |
| 2007 | Nominirana | Kids' Choice Award  | Najljubša televizijska igralka                                                     | Unfabulous |
| 2007 | Nominirana | Teen Choice Award   | Najboljša televizijska igralka: komedija                                           | Unfabulous |
| 2007 | Nominirana | Teen Choice Award   | Film: ženski preboj                                                                | Nancy Drew |
| 2007 | Nominirana | Teen Choice Award   | Najboljša filmska igralka: komedija                                                | Nancy Drew |
| 2007 | Dobila     | Young Artist Award  | Najboljši nastop v filmu - stranska mlada igralka                                  | Aquamarine |
| 2007 | Dobila     | ShoWest             | Ženska zvezdnica jutrišnjega dne                                                   | Ona        |
| 2008 | Nominirana | Kids' Choice Awards | Najboljša televizijska igralka                                                     | Unfabulous |
| 2008 | Nominirana | Young Artist Award  | Najboljši nastop v televizijski seriji - glavna mlada igralka                      | Unfabulous |
| 2008 | Nominirana | Young Artist Award  | Najboljši nastop igralske ekipe v televizijski seriji                              | Unfabulous |
| 2008 | Nominirana | Young Artist Award  | rowspan="2" \| Nancy Drew                                                          |            |
| 2008 | Nominirana | Young Artist Award  | Najboljši nastop v filmu - mlada igralska ekipa                                    |            |